# Hugh Auchincloss Brown
Hugh Auchincloss Brown (n. 23 decembrie 1879 – d. 19 noiembrie 1975) a fost un inginer electric american, cunoscut pentru promovarea unei teoriei inversării catastrofice a polilor Pământului.
Brown a susținut că acumularea masivă de gheață de la polii geografici a determinat schimbări periodice ale axei de rotație în cicluri de aproximativ 4000-7500 de ani. Brown a susținut că, deoarece atunci când Pământul se rotește în jurul axei sale, aceasta are o mișcare de precesie iar crusta solidă alunecă pe mantaua Pământului, o schimbare ar fi fost demonstrabil iminentă, și a sugerat utilizarea exploziilor nucleare pentru a sparge gheața în scopul prevenirii catastrofei.
În esență, el credea că acumularea masivă de gheață în Antarctica, în jurul polului Sud, ar face ca forța de rotație excentrică să devină atât de puternică, încât Pământul se va răsturna „ca o canoe supraîncărcată”. Cu această ocazie, într-o singură zi, calotele polare ar migra cu circa 80° latitude, în jur de 8800 km, ceea ce ar declanșa activități seismice (cutremure) majore și un imens Tsunami, care ar șterge civilizația umană de pe fața Pământului.
Ideea că greutatea calotelor glaciare ar putea dezechilibra Pământul și ar avea ca urmare dispariția civilizației i-a venit lui Brown în anul 1911 când a fost uimit de știrea că sub gheața din zona arctică au fost desoperiți mamuți congelați care mai aveau în gură plante verzi de piciorul-cocoșului. Astfel, a ajuns la concluzia că la aproximativ 8000 de ani polii Pământului se deplasează cu circa 80 de grade, astfel că regiunile cu climă tropicală devin regiuni cu climă polară și reciproc. Și-a publicat teoria în 1967 în cartea „Cataclysm of the Earth“ (Cataclismul Pământului), în a cărei prefață Albert Einstein opina că teoria este plauzibilă. Brown își sprijinea explicațiile pe carotele extrase în 1949 de pe fundul Mării Ross în cursul expediției antarctice a lui Richard Byrd și pe harta lui Piri Reis.

## Lucrări
- Popular awakening concerning the impending flood (tipărită privat, 1948)
- Cataclysms of the Earth (1967)